# Cordyla richardii
Cordyla richardii là một loài rau đậu thuộc họ Fabaceae.
Loài này có ở Sudan và Uganda.